# Rathaus Strasburg (Uckermark)

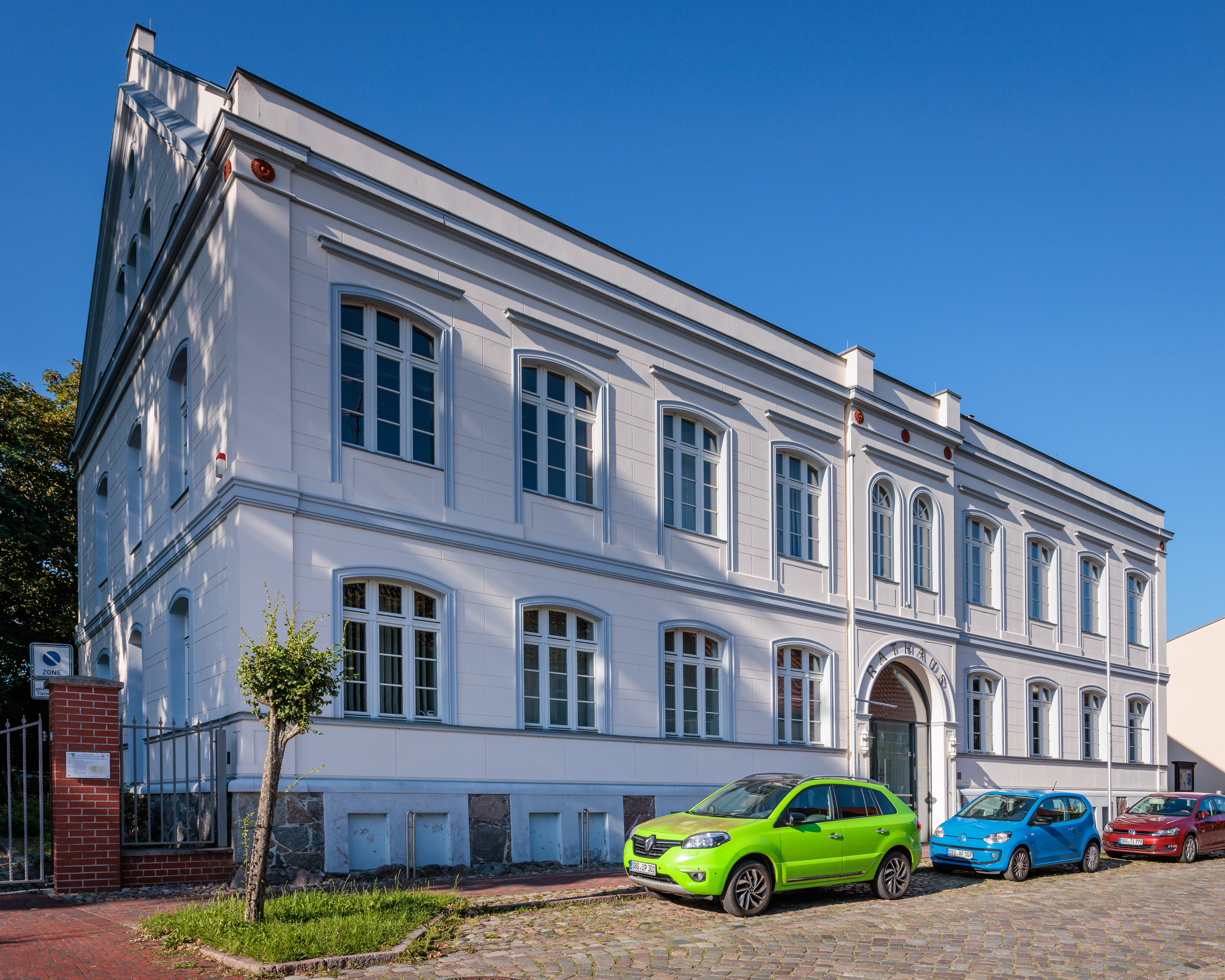
Rathaus (ehemalige Volksschule) in Strasburg (Uckermark)

Das heutige Rathaus in Strasburg (Uckermark) (Mecklenburg-Vorpommern), auf dem Eckgrundstück Schulstraße 1/Kirchstraße, wurde im 19. Jahrhundert als Schulhaus erbaut und steht unter Denkmalschutz.

## Geschichte
Der Ort Strasburg mit (2020) 4553 Einwohnern wurde 1267 als Straceburch erstmals erwähnt.
1599 entstand ein Rathaus, das 1602 bei einem Stadtbrand zerstört, 1612 wiederaufgebaut und nach 1652 erneut zerstört wurde. Das 1733 neu erbaute, zweigeschossige barocke Rathaus am Marktplatz mit einem mächtigen Dachreiter wurde 1945 zerstört.

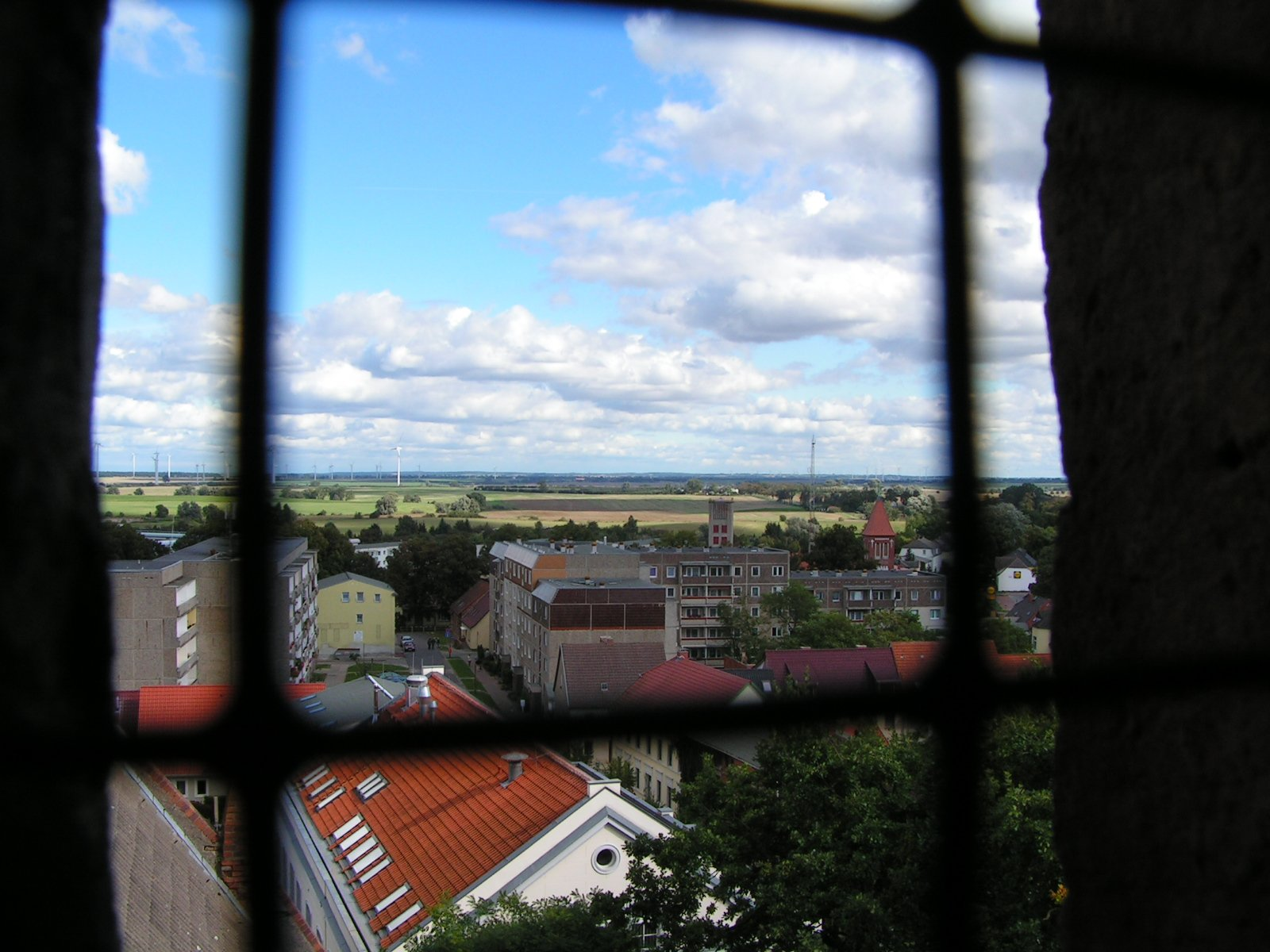
Blick auf das Haus mit rotem Dach vom Kirchturm

Das 1852 neben der Kirche St. Marien erbaute Schulgebäude ist über einem hohen Sockelgeschoss zweigeschossig und trägt ein Satteldach, seine neunachsige verputzte Fassade wird durch einen Mittelrisalit akzentuiert. Markantes Detail ist das Portal.
Das Haus wurde 1999 im Rahmen der Städtebauförderung saniert und für die Nutzung durch die Stadtverwaltung umgebaut. Danach wurde auch der Platz am Rathaus neu gestaltet.